# Boghiceni
Boghiceni è un comune della Moldavia situato nel distretto di Hîncești di 2.860 abitanti al censimento del 2004

## Geografia
Boghicenii si trova nella valle del piccolo fiume Călmățui, a sud della sua sorgente, a 28 km da Hîncești e a 64 km da Chișinău. Il territorio del villaggio confina con le località di Bujor, Lăpușna, Șipoteni, Pașcani, Iurceni e Mirești. Molti secoli fa, questa zona era un vasto campo aperto in cui pascolavano mandrie di animali selvatici. È possibile che si siano stabiliti qui per riposare e seppellire i guerrieri caduti, nomadi combattenti che venivano a saccheggiare dalle steppe asiatiche.

## Storia
Documentalmente, il villaggio di Boghiceni viene menzionato per la prima volta in un documento di Ștefan cel Mare datato 9 gennaio 1489, che specifica i confini di un villaggio chiamato Petricani, che non esiste più oggi. Il documento indica i confini di quel villaggio: "il confine sale davanti a Lăpușna... fino a incontrare Dragomirești e Bujor, e da lì... dritto verso Movila lui Fulger... e colpisce le pendici di Boghiceni... fino a raggiungere il confine opposto al lago di Gios...".
Il villaggio di Boghiceni è menzionato anche in documenti successivi, tra cui l'8 novembre 1666, quando Iliaș Alexandru Voievod conferma alcune parti della tenuta del villaggio di Secăreni al medelnicer Mihalcea Hîncu, e poi il 30 maggio 1669, nell'atto di delimitazione e divisione della tenuta di Iurceni nella regione di Lăpușna.
Dai documenti antichi apprendiamo che in passato una parte della tenuta di Boghiceni apparteneva ai contadini del villaggio, mentre un'altra parte apparteneva al Monastero di San Giovanni Crisostomo di Iași. Attraverso un atto principesco di Grigore Ioan Calimah Voievod, datato 1 giugno 1768, furono stabiliti i confini della tenuta di Boghiceni, seguendo "i segni del confine di Boghiceni secondo la certezza del confine... di Stefan Voiedov dell'anno 6997 (1489), mese 9". Tra i segni menzionati della tenuta ci sono i toponimi esistenti all'epoca: Fața Călmățuiului, Zăpodia, Moșia Oii, Valea Socilor, Fîntîna Mare, Capui Mladenului, Ruptura, Cuibul Breahnii, Mlădineștii, Dumbrava, Trifenii (ora chiamata Pașcan), Moșia Chetroșeni (del Monastero di Bărboiu), Prăvalu, movila Petricăî, Moșia Mîrzeștilor, Piscul Nant, Șleahul cel Mare. Alcuni di questi nomi locali sono rimasti nella parlata dei residenti fino ai giorni nostri (V
alea Socilor, Mladinul, Ruptura, ecc.), mentre altri sono scomparsi o sono stati sostituiti con nuovi nomi.
Come proprietà monastica, la tenuta di Boghiceni è registrata nei materiali del censimento del 1772 (1774). In quel periodo, il villaggio contava 45 famiglie di contadini, di cui 42 appartenevano ai birnici. Non era un insediamento molto popolato, ma era dotato di tutto il necessario per la vita: mulini a vento, apiari, frutteti con alberi da frutto, prati e terreni coltivabili sufficienti.
L'occupazione principale degli abitanti era l'agricoltura. Tuttavia, secondo i documenti dell'epoca, nel villaggio c'erano anche artigiani, come fabbri, fornai, conciatori e pellicciai. Ecco alcuni nomi degli abitanti nativi menzionati nei registri del censimento: Ștefan Dănilă, Antohi Tabără, Ioniță Chircu, Timofti Cazacu, Constantin Gonat, Vasilache Bătrînu, Grigoraș Doni, Ichim Cătană, Ion Gonfu, Dănilă Puhoace. Per alcuni residenti, invece di un cognome di famiglia, viene indicata l'occupazione, la professione o la posizione, come Ioniță il conciatore, Vasile il servo, Ion il vornic, Grigoraș il locandiere, Ion il fabbro, Zaharia il maestro, Luchian l'interprete, e altri.
Verso la fine del XVIII secolo e l'inizio del XIX secolo si registrò un miglioramento nello sviluppo della località. La "Condica liuzilor" (Registro delle Tasse) del 1803 registra 82 famiglie a Boghiceni, con un'imposta annua di 1.932 lei. Le terre all'interno dei confini della tenuta erano di proprietà di contadini proprietari terrieri e di un proprietario più benestante, il medelnicer Todirascu Măcărescu. Oltre all'agricoltura, gli abitanti erano anche impegnati nel trasporto merci.
Secondo il censimento del 1817, nel villaggio c'erano 140 famiglie e la tenuta contava un totale di 1.741 "fălci" (un'unità di misura della terra): 41 fălci nel villaggio, 400 fălci di foresta, 400 fălci di terreno coltivabile, 60 fălci di prato e 250 fălci di pascolo. Tra i proprietari terrieri locali viene menzionato il serdar Măcărescu.
Altre menzioni documentarie del XIX e XX secolo riguardanti la situazione economica e demografica della località includono: nel 1859 - 194 famiglie con una popolazione di 908 abitanti, con Egor Leonard come proprietario di una parte della tenuta; nel 1864 - 418 des. (o 1.213 prăjini quadrate) di foresta
; nel 1904 - 232 case, una chiesa dedicata a San Michele, una scuola elementare con insegnamento in russo, contadini locali che possedevano 1.452 des. di terra, e i proprietari Petru e Olga Leonard che possedevano 2.158 des. di terra; nel 1930 - 1.847 abitanti, con la maggioranza assoluta di cittadini romeni.
Secondo il Dizionario Statistico della Moldavia (1994) e i materiali dell'archivio del Municipio di Boghiceni, le seguenti informazioni informative possono essere trovate sulla località attuale: 951 famiglie e 859 case individuali, 2.782 abitanti, di cui 2.774 sono moldavi, 2.400 ettari di terreni agricoli (1.409 ettari di terreni coltivabili, 366 ettari di vigneti, 170 ettari di frutteti), 329 ettari di terreni agricoli nel settore individuale, un ambulatorio, una scuola secondaria, un asilo, un centro culturale, 2 biblioteche, un ufficio delle telecomunicazioni e 6 negozi. La Chiesa degli Apostoli Pietro e Paolo è stata costruita nel 1884.
Il nome della località deriva da un nome proprio, Boghicea, derivato dalla parola "boaghe", che si riferisce a un tipo di uccello (falco), o dal nome antroponimico Boaghe, con i suffissi -ice, -icea o -eni. Inizialmente, sia la tenuta che il villaggio probabilmente prendevano il nome da un certo Boghicea o Boaghe.